# ITF Nicholasville
Das ITF Nicholasville (offiziell: Kentucky Open) ist ein Tennisturnier der ITF Women’s World Tennis Tour, das in Nicholasville, Kentucky, auf Hartplatz (Halle) ausgetragen wird.

## Siegerliste

### Einzel
| Jahr                    | Siegerin        | Finalgegnerin | Ergebnis |
| ----------------------- | --------------- | ------------- | -------- |
| ↓ Kategorie: $100.000 ↓ |                 |               |          |
| 2020                    | Wolha Hawarzowa | Claire Liu    | 6:4, 6:4 |

### Doppel
| Jahr                    | Siegerinnen                      | Finalgegnerinnen                | Ergebnis |
| ----------------------- | -------------------------------- | ------------------------------- | -------- |
| ↓ Kategorie: $100.000 ↓ |                                  |                                 |          |
| 2020                    | Quinn Gleason Catherine Harrison | Hailey Baptiste Whitney Osuigwe | 7:5, 6:2 |